# Округ Типтон (Индијана)
Типтон (енгл. Tipton County) је округ у америчкој савезној држави Индијана.

## Демографија
По попису из 2010. године број становника је 15.936, што је 641 (-3,9%) становника мање 2000. године.
| Група             | 2000.          | 2010.          |
| Белци             | 16.188 (97,7%) | 15.355 (96,4%) |
| Афроамериканци    | 23 (0,1%)      | 29 (0,2%)      |
| Азијати           | 50 (0,3%)      | 65 (0,4%)      |
| Хиспаноамериканци | 201 (1,2%)     | 346 (2,2%)     |
| Укупно            | 16.577         | 15.936         |